# Anders Frandsen
Anders Frandsen (* 8. Dezember 1960 in Kopenhagen; † 1. Januar 2012 in Hellerup) war ein dänischer Sänger und Fernsehmoderator.

## Leben und Wirken
Frandsen, der vorher Theater spielte und kurzzeitig Moderator beim Privatsender Kanal2 war, wurde landesweit bekannt als Sieger des Dansk Melodi Grand Prix und durfte daher beim Concorso Eurovisione della Canzone 1991 in Rom antreten. Dort landete er auf dem 19. Platz mit seiner Ballade Lige der hvor hjertet slår. Danach war er bis Ende der 1990er Jahre als Moderator beim Sender TV3 tätig.
Anders Frandsen starb durch Suizid an einer Kohlenmonoxidvergiftung.